# Chicken tikka masala

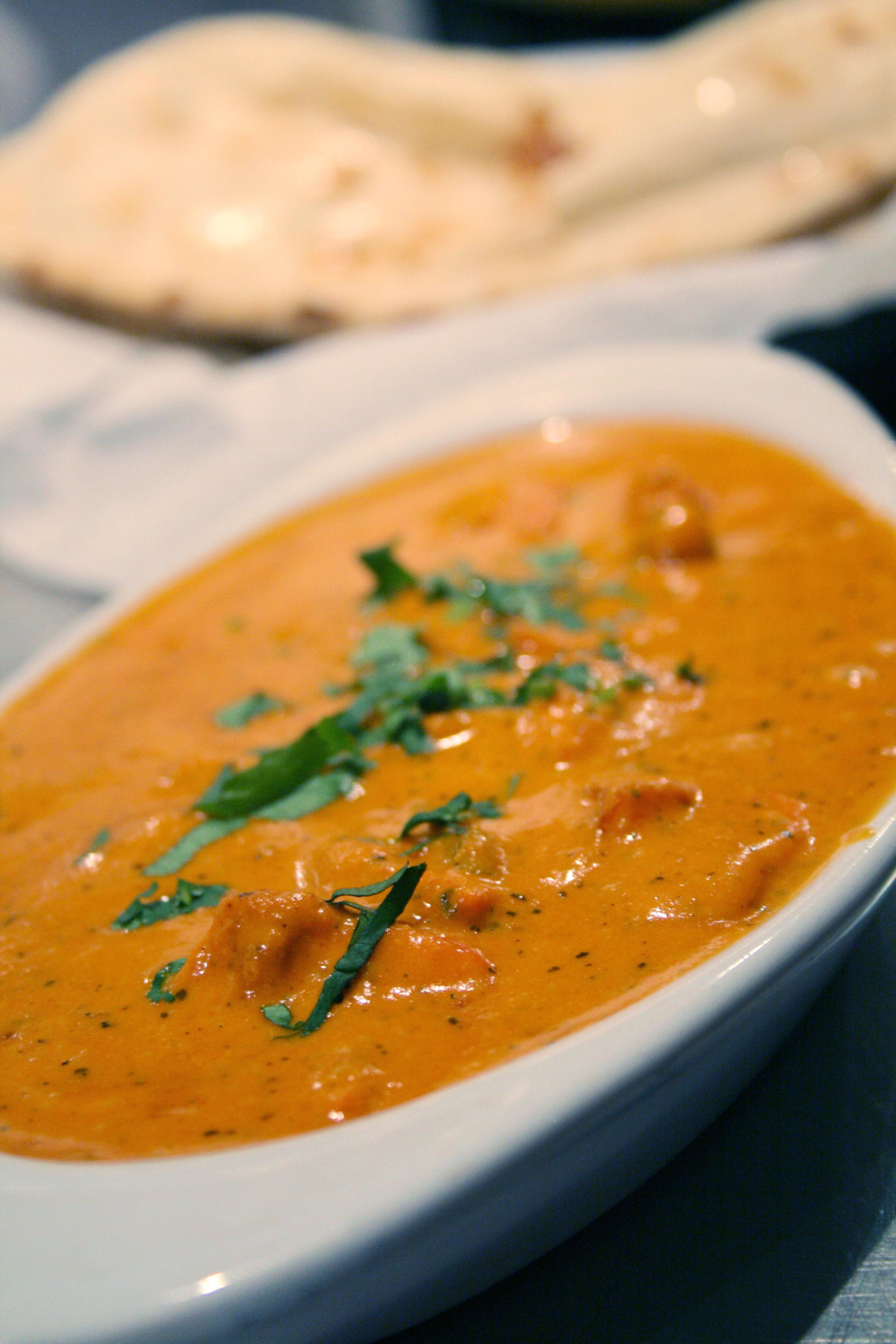
Chicken Tikka Masala mit Naan-Brot

Chicken tikka masala, oft CTM abgekürzt, ist ein häufig in indischen Restaurants in Europa und Nordamerika angebotenes Currygericht aus gegrillten marinierten Hähnchenfleischstücken (chicken tikka) in einer würzigen Tomatensauce, das eigentlich der britischen Küche zuzurechnen ist. In Großbritannien war es nach einer Erhebung aus dem Jahr 2001 das beliebteste Gericht.

## Zubereitung
Die Zubereitung folgt zunächst der des klassischen indischen Gerichts chicken tikka: mundgerechte Hähnchenfleischstücke werden in einer Joghurtmarinade eingelegt und dann in einem Tandur-Ofen gebacken oder gegrillt. Anschließend werden sie in einer Sauce aus Tomaten, Schlagsahne und Joghurt und einer speziellen Gewürzmischung (masala) gekocht. Als Beilage wird üblicherweise Reis oder Naan-Brot gereicht. Auch andere Fleischsorten können à la tikka masala zubereitet werden, verbreitet ist insbesondere mutton tikka masala mit Hammelfleisch.

## Entstehung

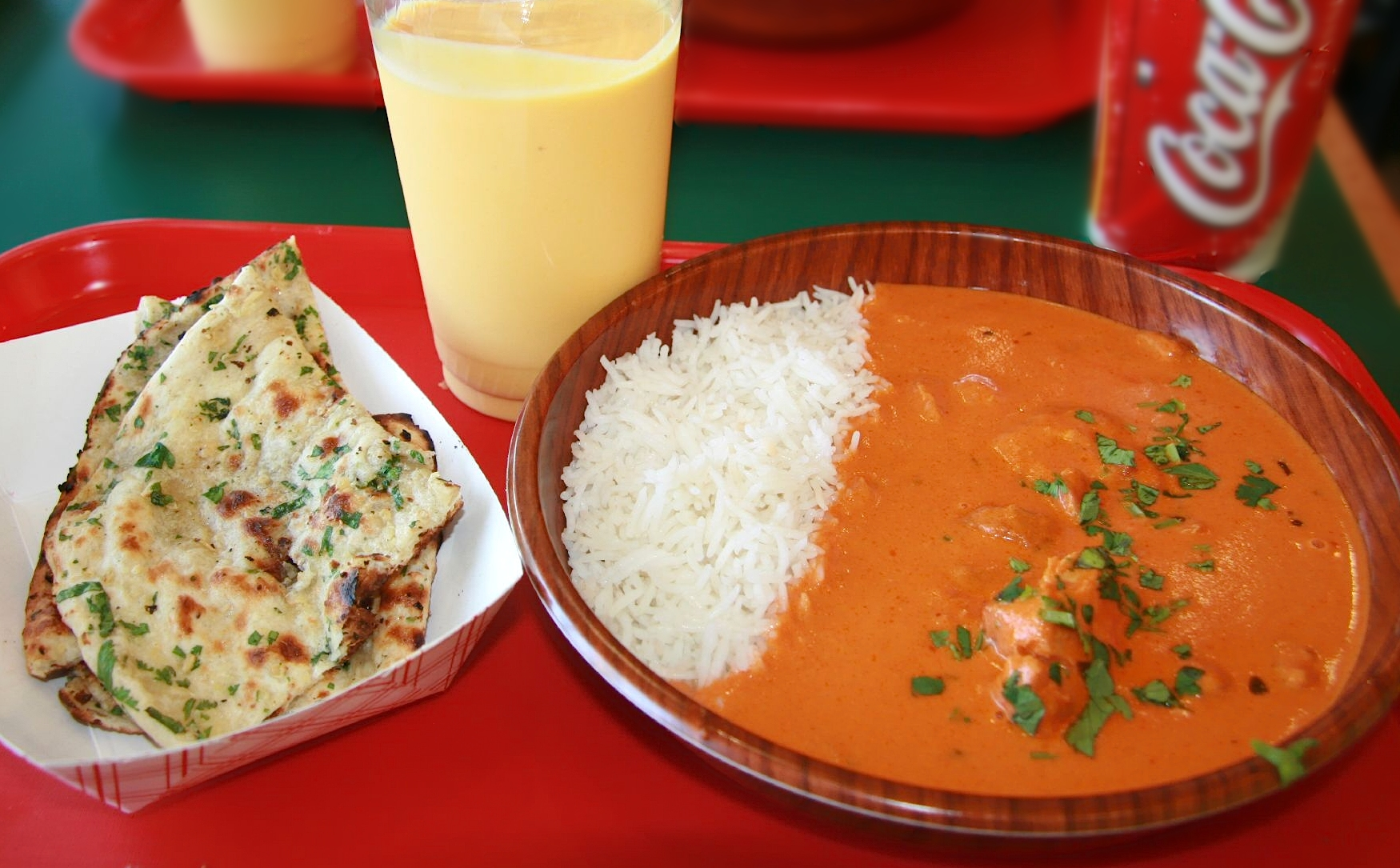
Chicken Tikka Masala mit Reis und Naan-Brot (Getränk: Mango-Lassi) – hier in einem indischen Schnellrestaurant in den USA

Das Gericht entstand in der Nachkriegszeit in Großbritannien, um indisches Essen mit englischen Essgewohnheiten in Einklang zu bringen. Über Entstehungszeit und -ort des Gerichts kursieren verschiedene Versionen. Einer verbreiteten Version zufolge soll es entstanden sein, als ein indischer oder bengalischer Koch einem englischen Gast das traditionelle chicken tikka (gegrillte marinierte Hähnchenstücke) servierte. Da der Gast gewohnt war, dass in der englischen Küche im Allgemeinen zum Fleisch Sauce (gravy) gereicht wird, erschien ihm das Gericht zu trocken, so dass der Koch eine Sauce aus Tomatensuppe und indischen Gewürzen improvisierte. Allerdings behauptete Iqbal Wahhab, Inhaber eines indischen Edelrestaurants, in einem im Jahr 2001 erschienenen Artikel im Independent, dass er selbst diese Legende in Umlauf gebracht habe und sich erstaunt zeige, dass sie bis heute wieder und wieder kolportiert werde.
In den 1960er und 1970er Jahren verbreitete sich das Gericht über die Speisekarten der indischen Restaurants in Großbritannien und darüber hinaus. Heute erbringt Chicken Tikka Masala ein geschätztes Viertel des auf 2,5 Milliarden Pfund Sterling bezifferten Umsatzes der rund 9.000 indischen Restaurants bzw. oft eher Imbiss-ähnlichen Lokale (Curry houses) in Großbritannien. 2001 erregte der damalige britische Außenminister Robin Cook Aufsehen mit der Äußerung, Chicken tikka masala sei nunmehr ein „wahres Nationalgericht“ der Briten, da er damit die Befindlichkeiten britischer wie indischer Traditionalisten traf. Cook sah Chicken tikka masala als Ausdruck des gelungenen Multikulturalismus:
| „Chicken Tikka Massala is now a true British national dish, not only because it is the most popular, but because it is a perfect illustration of the way Britain absorbs and adapts external influences. Chicken Tikka is an Indian dish. The Massala sauce was added to satisfy the desire of British people to have their meat served in gravy. Coming to terms with multiculturalism as a positive force for our economy and society will have significant implications for our understanding of Britishness.“ | „Chicken Tikka Massala ist nun ein wahres britisches Nationalgericht, nicht nur weil es das beliebteste ist, sondern da es perfekt abbildet, wie Großbritannien fremde Einflüsse aufnimmt und anpasst. Chicken Tikka ist ein indisches Gericht. Die Massala-Sauce wurde hinzugefügt, um das Bedürfnis der Briten zu befriedigen, ihr Fleisch in Sauce serviert zu bekommen. Multikulturalismus als positive Kraft für unsere Wirtschaft und Gesellschaft zu erkennen, wird bedeutende Auswirkungen für das Verständnis unserer Identität als Briten haben.“ |

Laut Nachrufen vom Dezember 2022 war der aus Pakistan stammende Ahmed Aslam Ali (1945–2022) Erfinder des Gerichts. Er soll es in seinem Restaurant Shish Mahal, welches 1964 in Glasgow eröffnet wurde, kreiert haben.